# DAF Trucks
DAF Trucks NV (DAF) – holenderski producent samochodów ciężarowych z siedzibą w Eindhoven. Od 1996 roku należy do grupy Paccar. Zarząd przedsiębiorstwa oraz główne fabryki mieszczą się w Eindhoven. Kabiny oraz osie są produkowane w Westerlo (Belgia, Region Flamandzki).

## Historia

### Lata 1928–1957

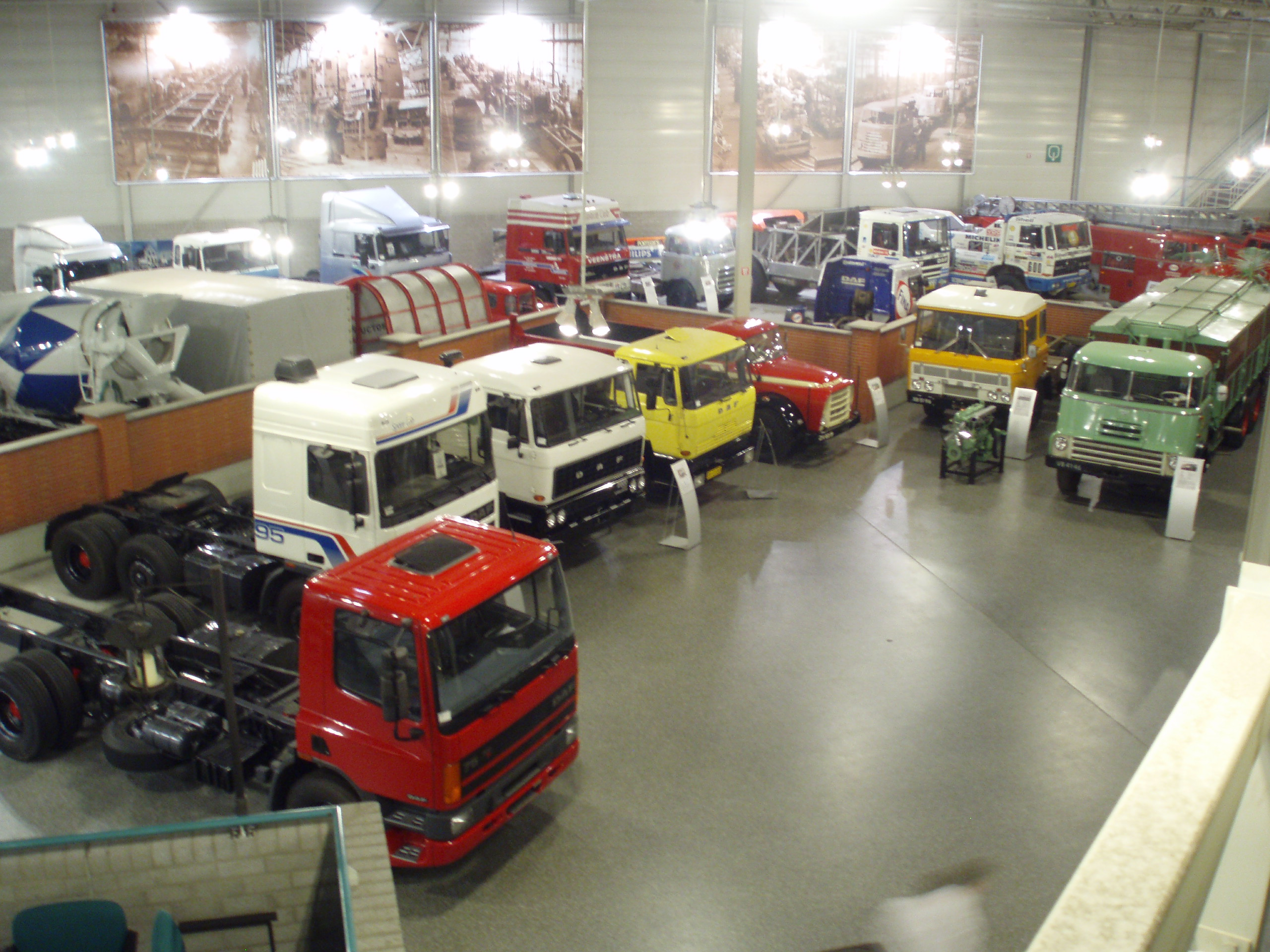
Muzeum DAF Trucks w Holandii

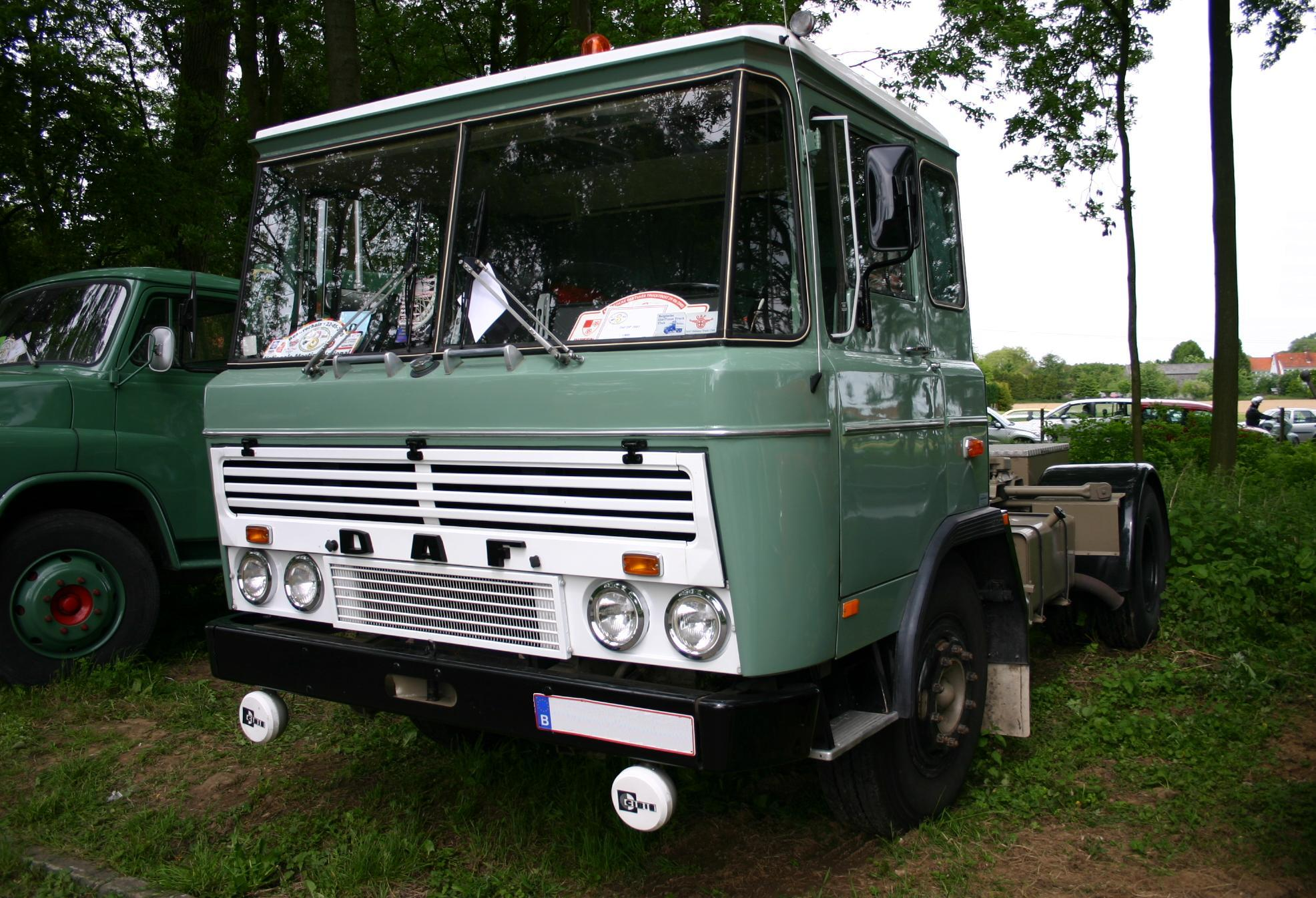
DAF 2600

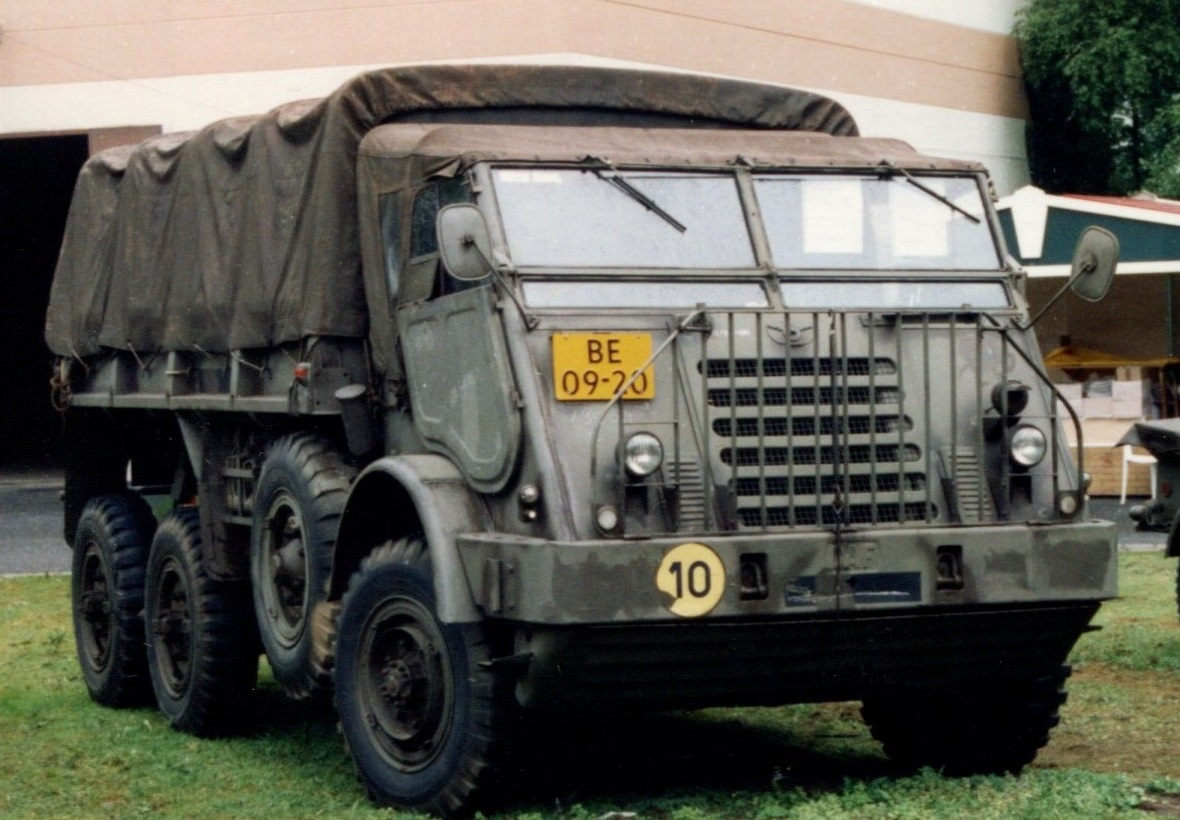
DAF YA-328

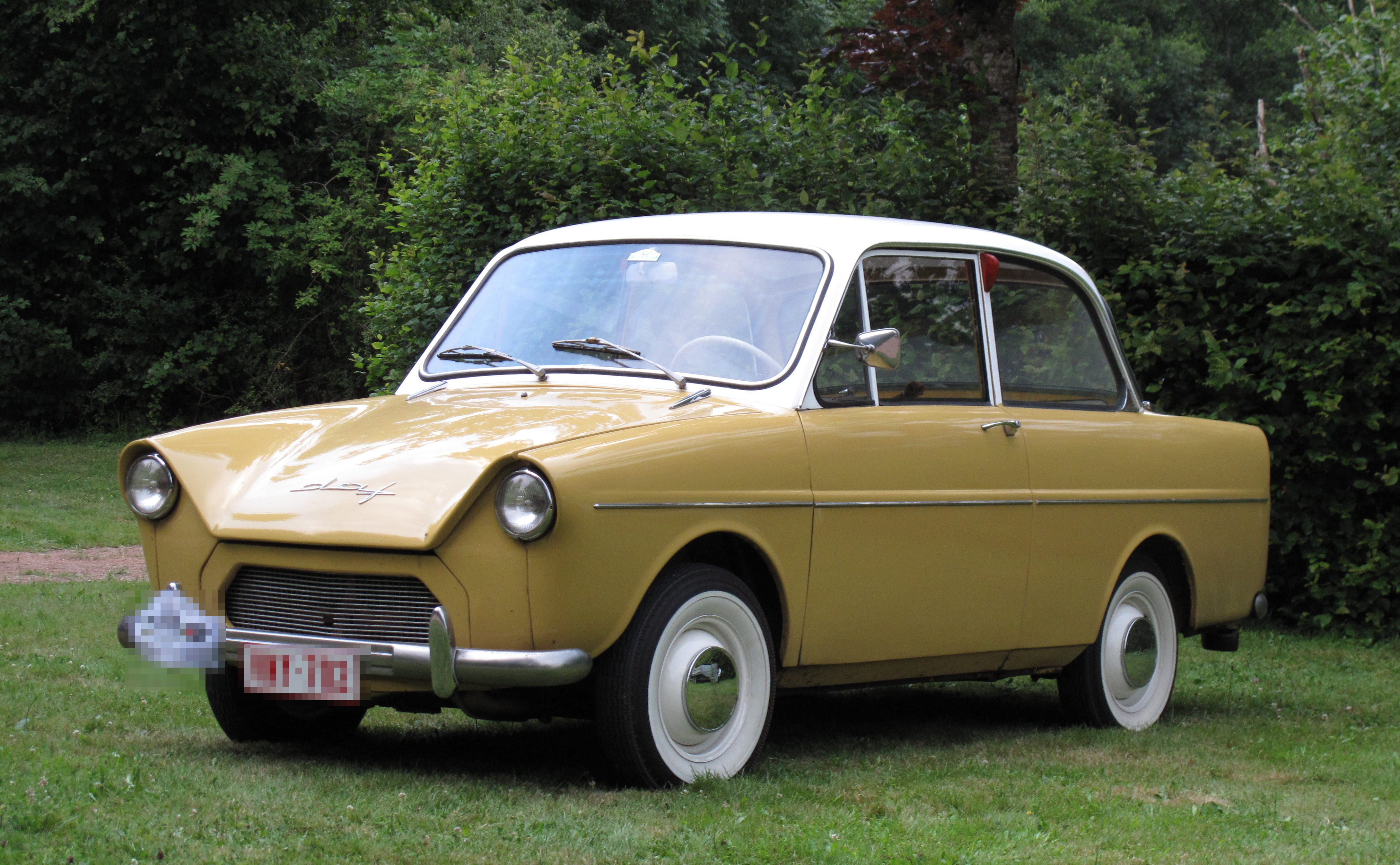
DAF 600

1 kwietnia 1928 roku Huub van Doorne założył Commanditaire Vennootschap Huub van Doorne’s Machinefabriek. Współtwórcą tego warsztatu, był Huenges – dyrektor browaru. Huub van Doorne parę razy naprawiał jego samochód, a on był tak zachwycony jakością usług, że zaproponował, że pożyczy mu pieniądze, aby mógł otworzyć warsztat. W 1932 oprócz Huuba, przedsiębiorstwo prowadził także Wim van Doorne. Nazwę przedsiębiorstwa zmieniono na Van Doorne’s Aanhangwagen Fabriek (Fabryka przyczep Van Doorne’a) – stąd skrót DAF. W roku 1936 Huenges opuścił spółkę, a w 1938 roku przedsiębiorstwo rozpoczęło próbną produkcję ciężarówek dla wojska. Po II wojnie światowej luksusowe samochody oraz ciężarówki były rzadkością, co było wielką szansą dla DAF-a. W 1949 roku ruszyła produkcja przyczep, samochodów ciężarowych oraz autobusów. W 1954 roku Huub van Doorne obserwując pracujące w fabryce maszyny, wpadł na pomysł użycia przekładni pasowej w konstrukcji samochodów. W lutym następnego roku DAF miał już pierwsze projekty samochodów z zastosowaniem napędu pasowego. Huub myślał nad dwucylindrowym silnikiem o pojemności 250 cm³ umieszczonym z tyłu pojazdu, tak aby bezpośrednio przez pas napędzał tylną oś, jednak w praktyce pomysł ten był trudny do wykonania. Kolejnym pomysłem był trzyosobowy samochód z takim samym silnikiem umieszczonym z przodu i napędzającym tylne koła poprzez przekładnię pasową. Projekt ten został nazwany 355 – podobał się Huubowi, jednak Wim uważał, że samochód będzie za mały. Zdecydowali się zbudować czteroosobowy pojazd – 455. W międzyczasie ciągle rozwijano technologię Variomatic (bezstopniowa, automatyczna skrzynia biegów). Próbna wersja Variomatic została użyta w samochodzie Lloyd LP400. Wyprodukowano dwa samochody przeznaczone do testów. 9 września 1956 pierwszy samochód był gotowy. W 1957 roku wyprodukowano serię próbnych samochodów, a DAF rozpoczął produkcję własnych silników.

### Lata 1958–1987
W lutym 1958 roku oficjalnie zaprezentowano pierwszy samochód gotowy do sprzedaży – reakcja była zaskakująca – zamówiono 4000 sztuk, a 23 marca dwa pierwsze auta zjechały z linii produkcyjnej. Z powodu niskiej opłacalności produkcji koncern sprzedał dział zajmujący się produkcją aut osobowych szwedzkiemu przedsiębiorstwu Volvo. Szwedzi wraz z fabryką przejęli również bardzo nowoczesny, prawie ukończony projekt późniejszego bestsellera – modelu 343/345. Od 1976 roku pod marką DAF wytwarzano już tylko pojazdy użytkowe. Model 66 po drobnych modernizacjach stał się Volvo 66, ten sam los nie ominął również właśnie zaprezentowanego 343/345. W późniejszych latach w dawnej fabryce DAF-a Szwedzi produkowali takie modele jak Volvo 340/360 (zmodyfikowane 343/345), Volvo 440/460/480, a od 1995 roku do spółki z Mitsubishi (Carisma) Volvo S40 pierwszej generacji. Z powodu cięcia kosztów przeprowadzonych na początku XXI wieku przez Forda (właściciela Volvo) produkcja S40 w Holandii zostaje zakończona, kontynuuje się tam natomiast wytwarzanie Mitsubishi Carismy. Obecnie fabryka ta w pełni należy do Mitsubishi.

### Lata 1987–obecnie

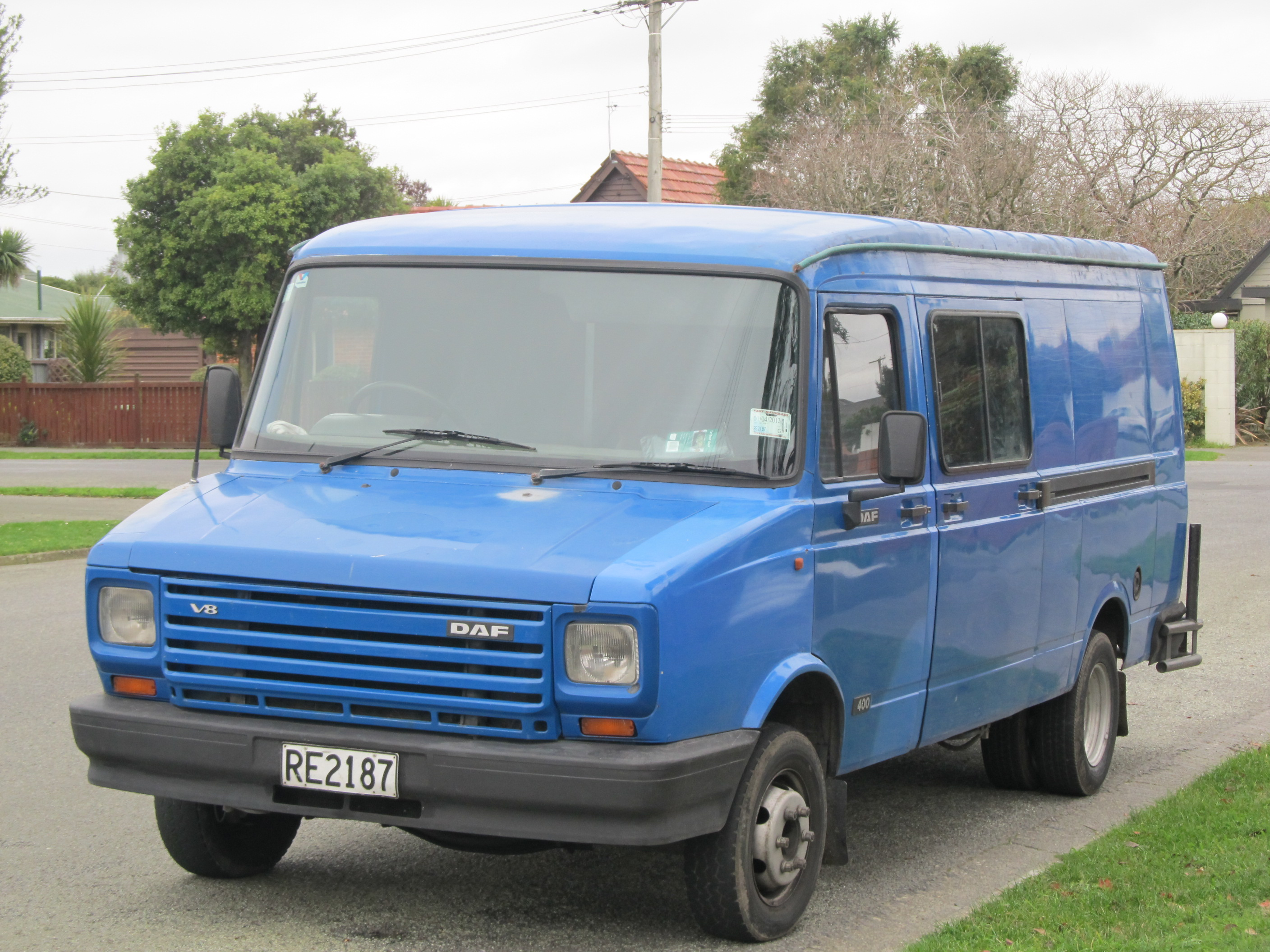
DAF-LDV 400

W 1987 roku przedsiębiorstwo DAF połączyło się z Leyland Trucks (część Rover Group). Od tego roku jest również notowana na holenderskiej giełdzie jako DAF NV. Nowe przedsiębiorstwo, sprzedawało swoje samochody pod nazwą Leyland DAF w Wielkiej Brytanii, a wszędzie indziej pod nazwą DAF. W roku 1988 dwie ciężarówki wzięły udział w Rajdzie Dakar. Kees Van Loevestijn, kierowca jednej z nich, zginął w wypadku, w którym oprócz niego zginęły dwie osoby. DAF wycofał się z rajdu. W 1993 roku spółka DAF NV ogłosiła upadłość, w wyniku czego, poprzez wykup menedżerski, powstały trzy przedsiębiorstwa: LDV Limited – producent vanów z siedzibą w Birmingham, Leyland Trucks z siedzibą w Leyland, oraz DAF Trucks. 15 listopada 1996 roku grupa PACCAR wykupiła DAF Trucks. Od tego roku DAF brał udział w European Truck Racing. Pierwsze dwa lata nie były udane, jednak w 1999 roku prawie wygrali. Przedsiębiorstwo wycofało się z wyścigów, głównie z powodu dużych kosztów z tym związanych.

## Samochody

### Samochody osobowe

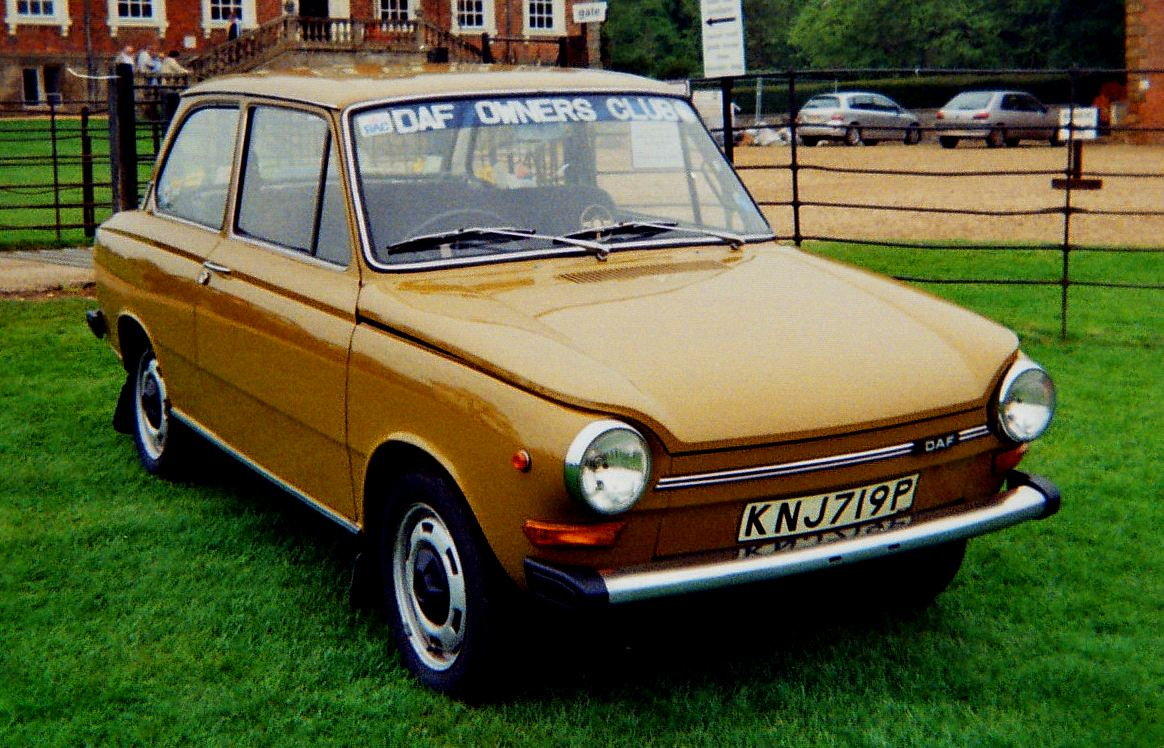
DAF 44

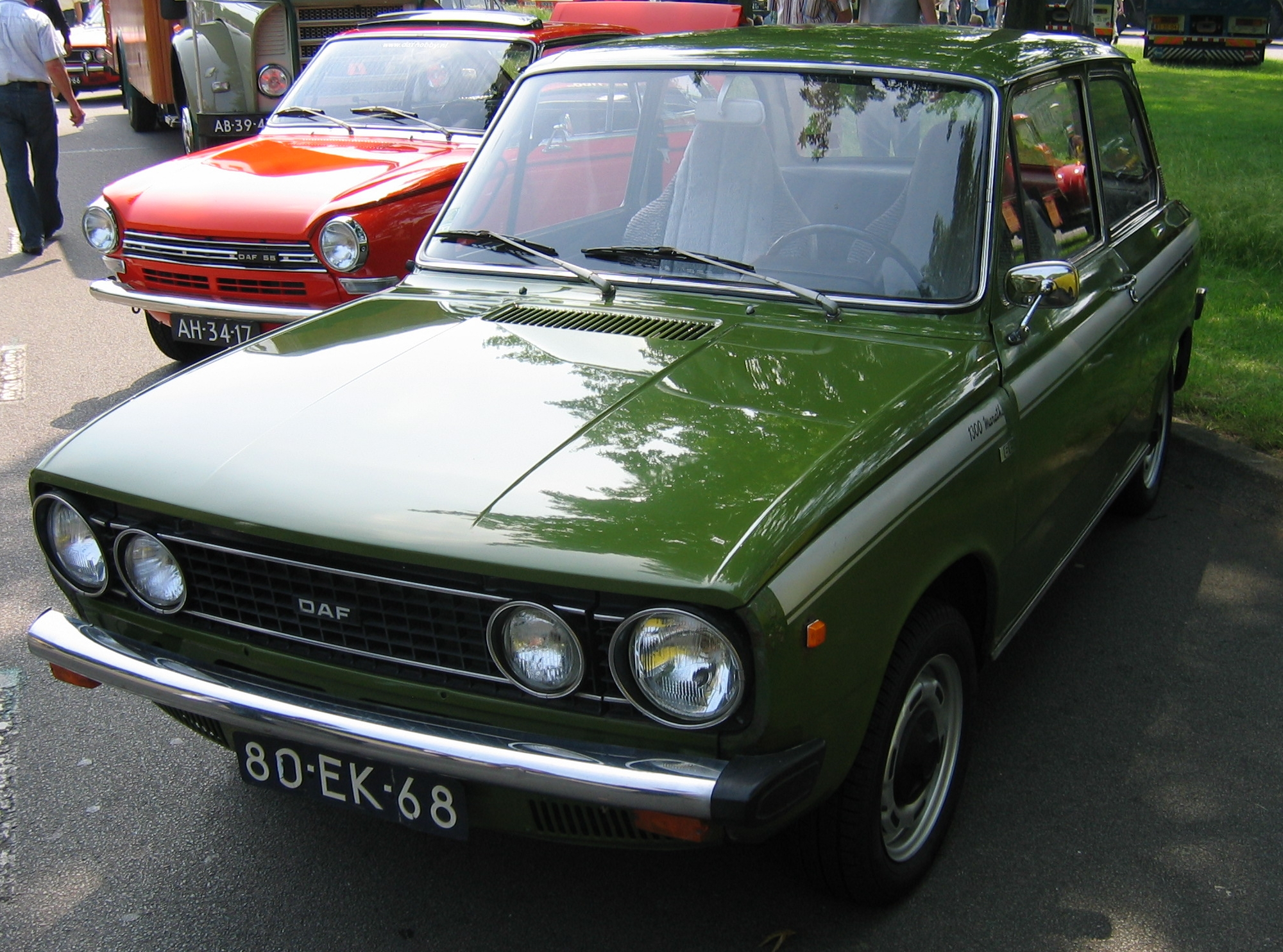
DAF 66

Wszystkie samochody DAF-a zostały wyposażone w skrzynię biegów Variomatic. Pierwszy samochód osobowy, nazwany 600, wywołał sensację kiedy zaprezentowano jego prototyp w 1958 roku. W aucie użyto stalowej konstrukcji oraz dwucylindrowego silnika umieszczonego z przodu, napędzającego tylne koła. W następnym roku, pierwsze 600 zjechały z linii produkcyjnej. Następnym modelem był 750. Później DAF produkował bardziej luksusowe samochody nazwane Daffodil, podzielone na trzy modele DAF 30, DAF 31 oraz DAF 32. Nazwa 32 została zmieniona na 33 po wyprodukowaniu auta DAF 44, które miało zupełnie inny wygląd, jednak pod względem mechaniki, było takie samo jak 600, 750, 30, 31, 32 oraz 33, różnił je tylko silnik (850 cm³). DAF 55 posiadał już silnik o pojemności 1100 cm³, a jego wygląd różnił się od 44 przodem, który musiał pomieścić większy silnik oraz chłodnicę. DAF 66 został przedstawiony jako następca 55. Nowy design różnił się od poprzedniego wyglądem przodu, oraz tylnej osi. Na początku lat 70. Volvo miało duże udziały w przedsiębiorstwie DAF, a w 1975 całkowicie ją przejęła (część produkującą samochody osobowe). Volvo zaprzestało produkcji modeli 33 oraz 44, a samochód DAF 66 otrzymał nazwę Volvo 66, a przy okazji zmieniono zderzaki na większe. DAF 46 (stworzony przez Volvo) był praktycznie DAFem 44. Tylną oś wymieniono na tę z 66, a wariator posiadał tylko jeden pas.
Jak na małe przedsiębiorstwo, DAF wyprodukował sporą liczbę prototypów. Poza tym, wiele znanych producentów autobusów skonstruowało pojazdy z wykorzystaniem techniki opracowanej przez to przedsiębiorstwo. Ostatni prototyp, DAF 77, stał się Volvo 343.

### Samochody ciężarowe

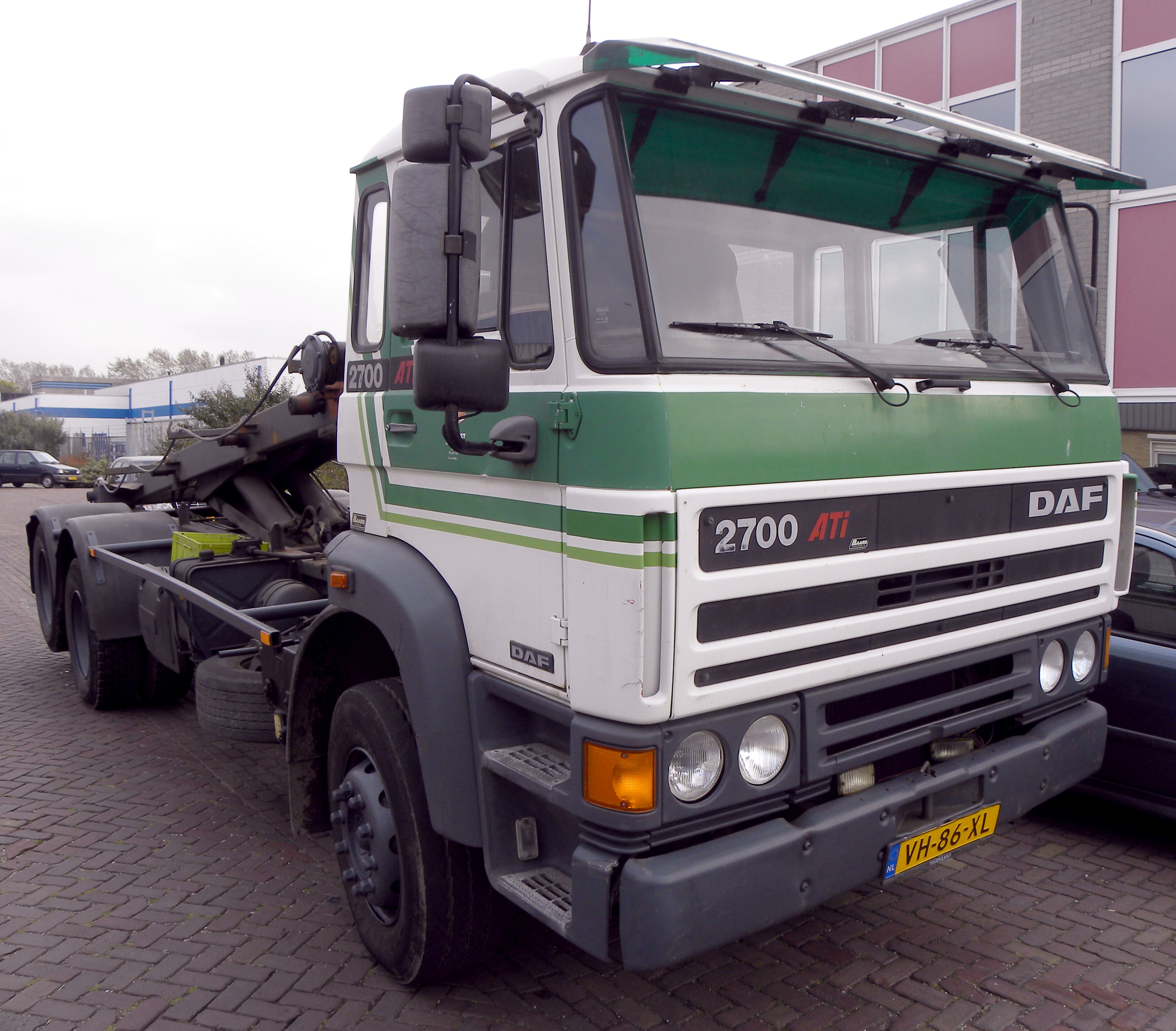
DAF 2700

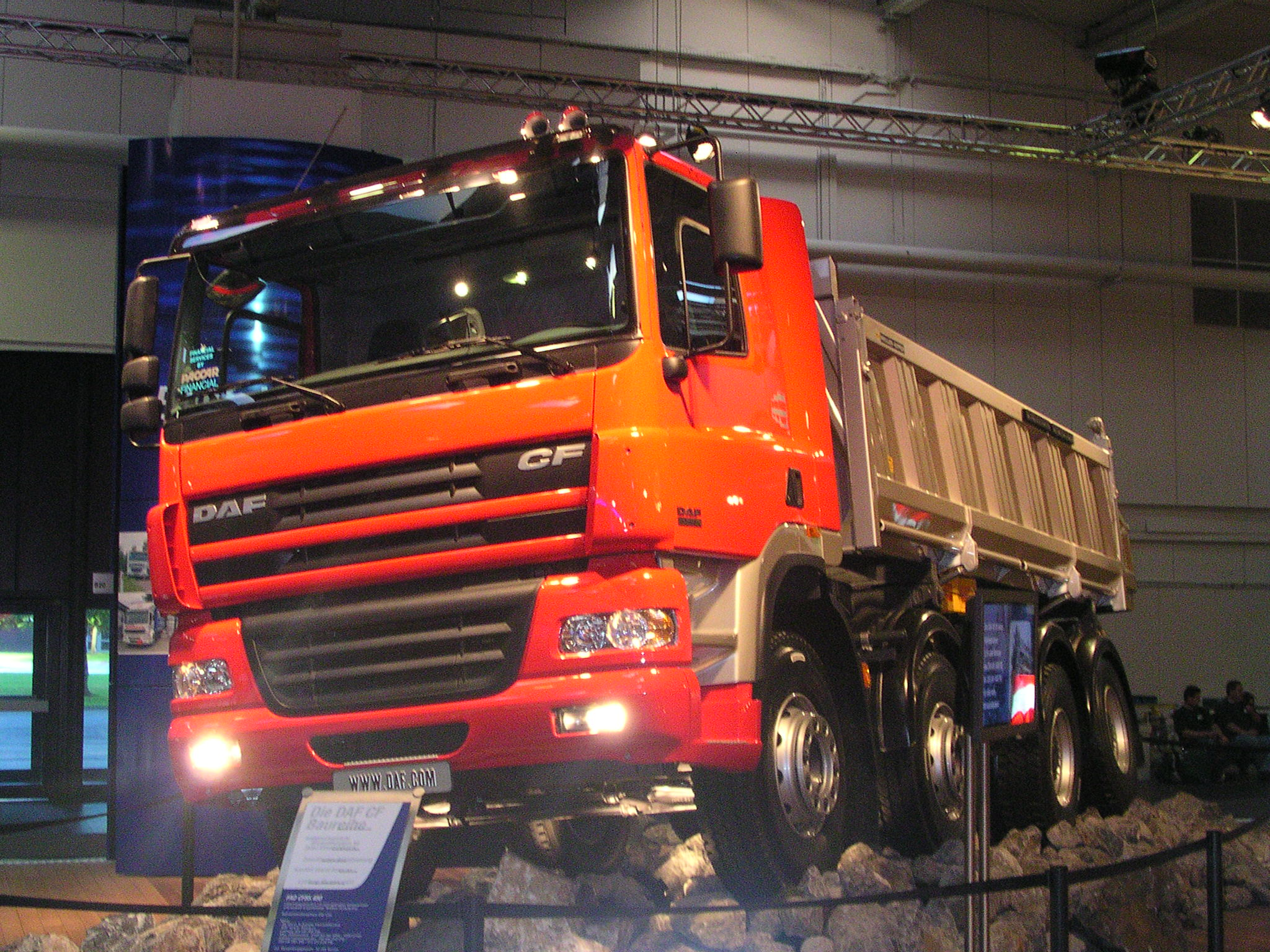
DAF CF85

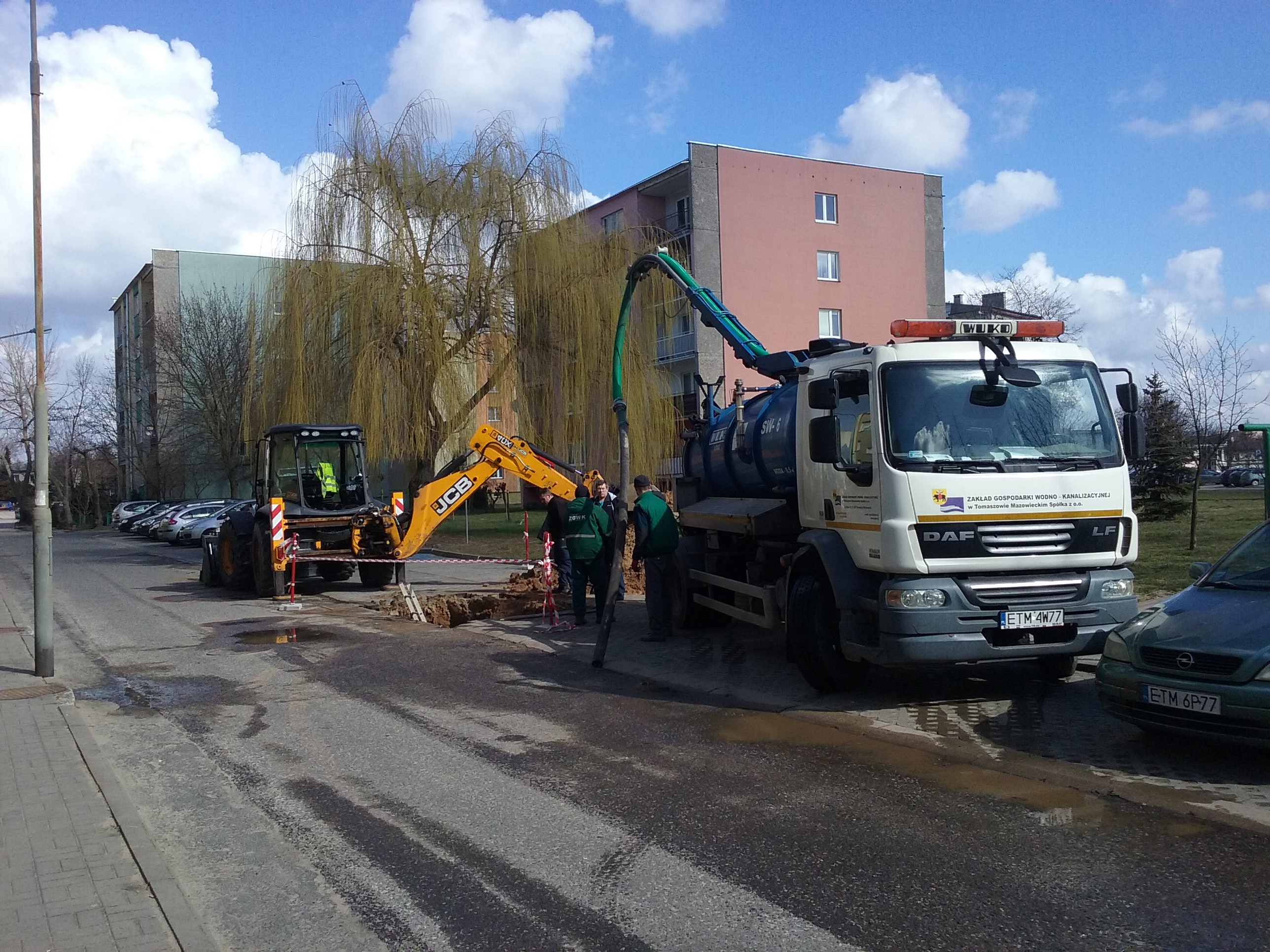
DAF LF wodociągów miejskich w Tomaszowie Mazowieckim podczas prac interwencyjnych

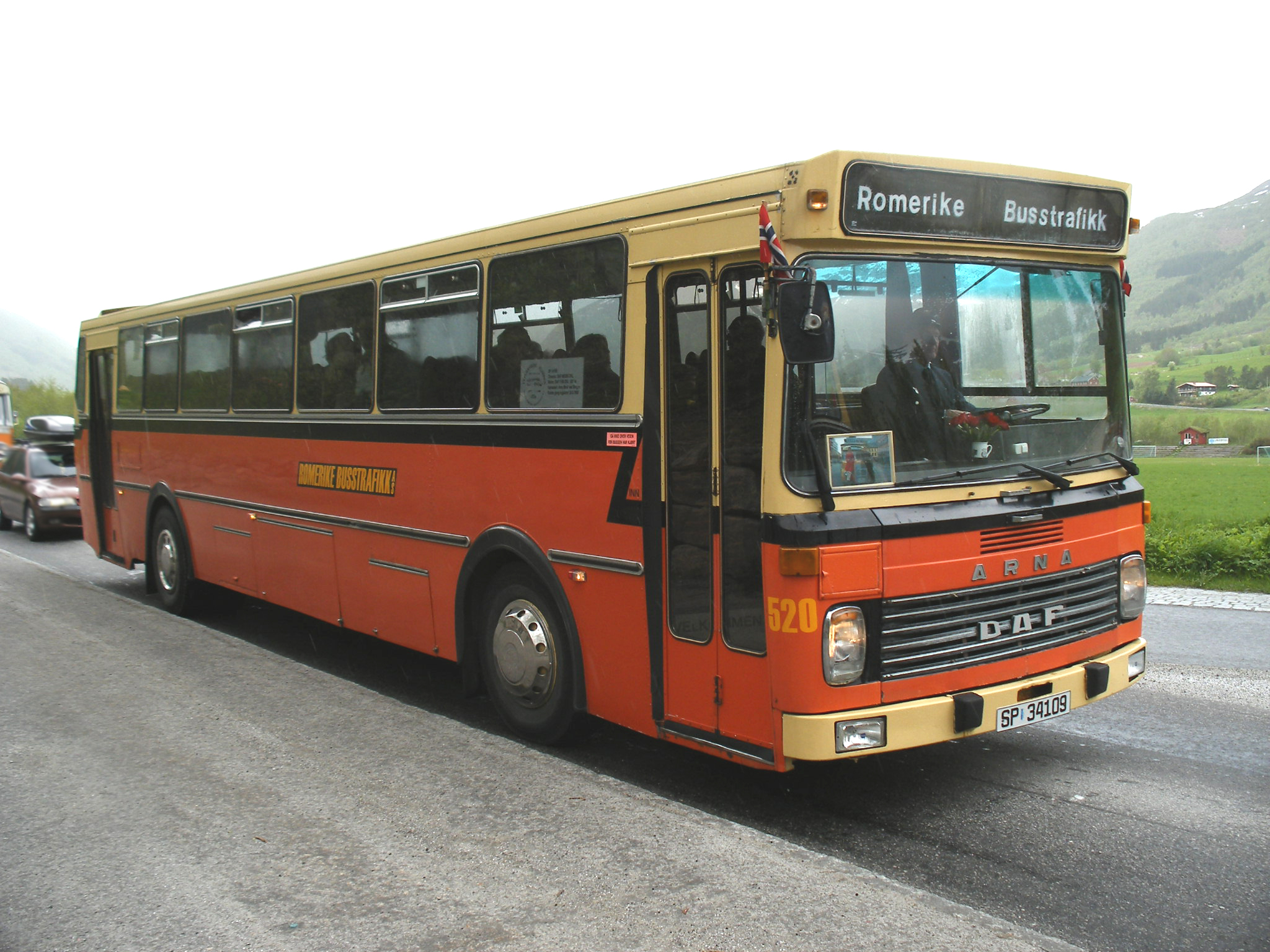
DAF MB200

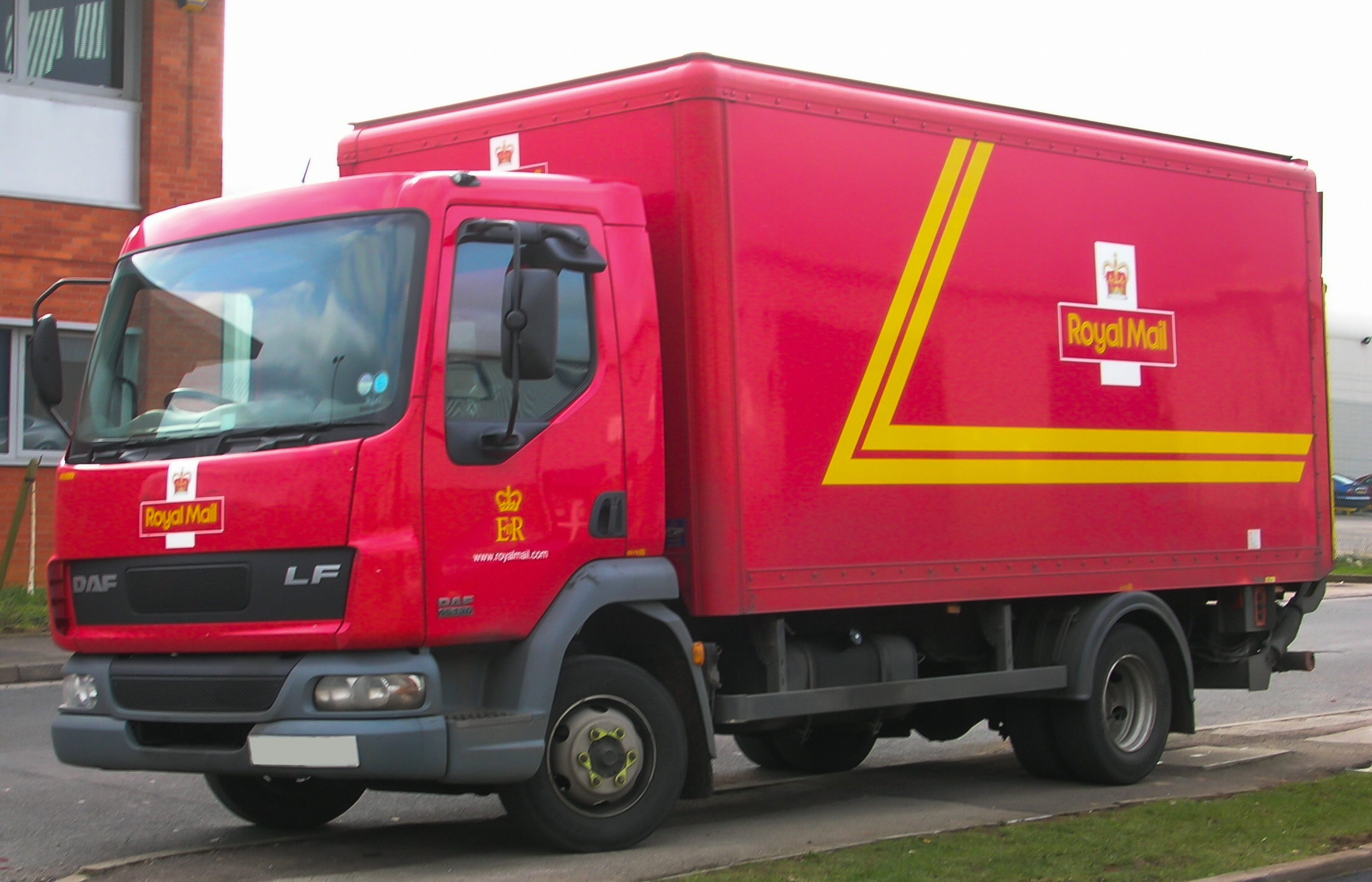
DAF LF

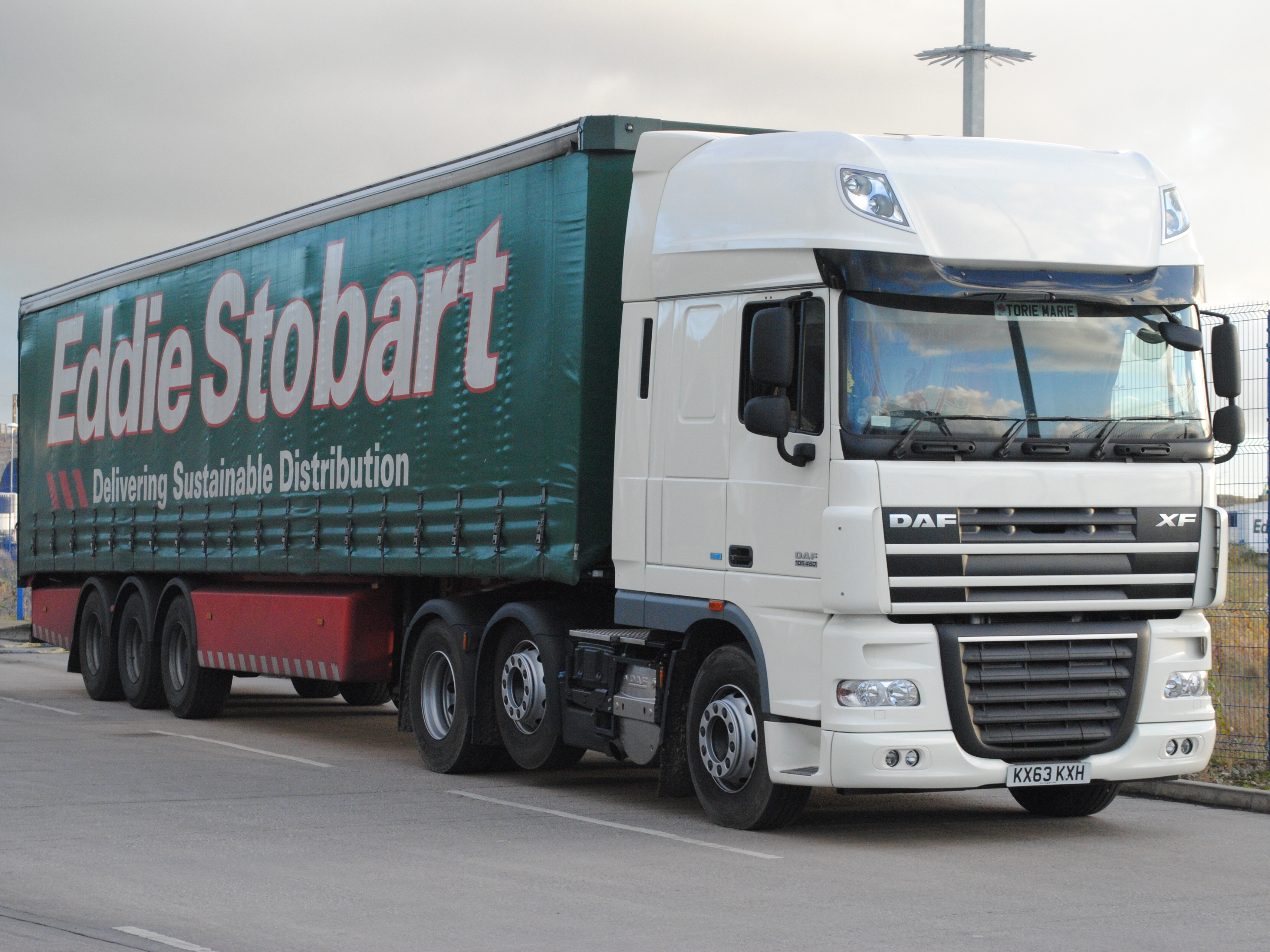
DAF XF105

Pierwszą ciężarówkę, DAF A30, przedsiębiorstwo wyprodukowało w 1949 roku. W następnych latach samochód ten był ulepszany. Pierwsza próba wejścia na rynek międzynarodowy (DAF 2000DO) okazała się niezbyt udana, za to następny model 2600 został sprzedany w dużej liczbie egzemplarzy. W roku 1988 została przedstawiona seria 95, która otrzymała tytuł „samochód ciężarowy roku”. Później seria ta została poszerzona o 85, 75, 65, 45, 55. W roku 1996 przedstawiono następcę 95 – 95XF, który dwa lata później został „samochodem ciężarowym roku”. W 2002 odnowiono i poszerzono ofertę o DAF LF (tytuł „samochód ciężarowy roku 2002”), DAF CF i DAF XF. W roku 2006 minimalnie zmieniono serie CF i LF, aby podkreślić nowe modele z silnikami Euro 4. 95XF został zastąpiony przez 105XF, który zdobył tytuł „Międzynarodowy samochód ciężarowy roku 2007”. Przedsiębiorstwo to jako jedno z pierwszych wprowadziło silnik z turbo dieslem do swoich samochodów. DAF brał udział w Rajdzie Dakar – W 1987 roku Jan de Rooy, jadący jego ciężarówką, zwyciężył. W 2003 podczas rajdu, DAF wygrał dużo etapów, jednak Jan de Rooy miał dużo problemów, a jego syn, Gerard, miał wypadek. W 2006 Jan i Gerard de Rooy zostali wykluczeni, z powodów formalnych. DAF XF105 został ciężarówką roku 2007 „Truck of the year 2007”.
DAF produkuje ciężarówki przystosowane do:
- transportu długodystansowego – seria XF przeznaczona do przewozu towaru o dużych gabarytach na długie odległości. Modele z serii XF wyposażone są w silnik PACCAR MX-13 o pojemności 13 litrów oraz silnik PACCAR MX-11 o pojemności 11 litrów, silniki odpowiadają wszystkim standardom EURO6[2]. Wyróżnia się takie modele z silnikiem MX-13, jak: XF 430, XF 450, XF 480, XF 530[3].
- transportu średnio i długodystansowego – seria CF przeznaczona do pozamiejskich przewozów o średnim tonażu. W modelu z serii CF występują trzy wersje do wyboru kabiny oraz silnika. Pojazd może być wyposażony w przekładnie tylnej osi[4]. Wyróżnia się modele z silnikiem PX-7: CF 230, CF 260, CF 290, CF 320, modele z silnikiem MX-11: CF 300, CF 340, CF 370, CF 410, CF 450 oraz modele z silnikiem MX-13: CF 430, CF 480, CF 530[3].
- transportu w dystrybucji miejskiej i regionalnej – seria LF przeznaczona dla dystrybucji towarów. Konstrukcja nadwozia pozwala szybko załadować oraz rozładować towar. Pojazdy z serii LF występują w 60 wariantach rozstawu osi. Wyróżnia się modele z silnikiem PX-4: LF 150, LF 170, modele z silnikiem PX-5: LF180, LF 210 oraz modele z silnikiem PX-7: LF 230, LF 260, LF 290, LF 320[3].

### Autobusy
W 1966 roku opracowano podwozie dla autobusu SB200, na którym zgodne wytycznymi Komisji Standaryzacji Taboru (CSA) zabudowywano standardowe nadwozia firm Hainje, Den Oudsten, Verheul. Sławę firmie przyniosło skonstruowanie podwozia MB200 z silnikiem umieszczonym pomiędzy osiami. W latach 1967–1988 zbudowano na nim ponad 3000 autobusów dla holenderskiej komunikacji. W 1988 roku DAF zaprezentował nowe podwozie SB220, na którym rozpoczęto produkcję nowej linii nadwozi. W 1990 roku część autobusowa oddzieliła się tworząc z firmami Den Oudsten, Bova, Optare konsorcjum United Bus. W 1993 roku po rozpadzie grupy producentów powstała spółka DAF Bus International wchodząca w skład konsorcjum VDL Groep, skupiającego wszystkich obecnych producentów autobusów.

## Produkcja zbrojeniowa
Przedsiębiorstwo DAF zajmowało się także produkcją zbrojeniową. Oprócz wojskowych wersji samochodów ciężarowych, w latach 60. wyprodukowano dłuższą serię kołowych transporterów opancerzonych DAF YP-408.